# Kancelaria Senatu

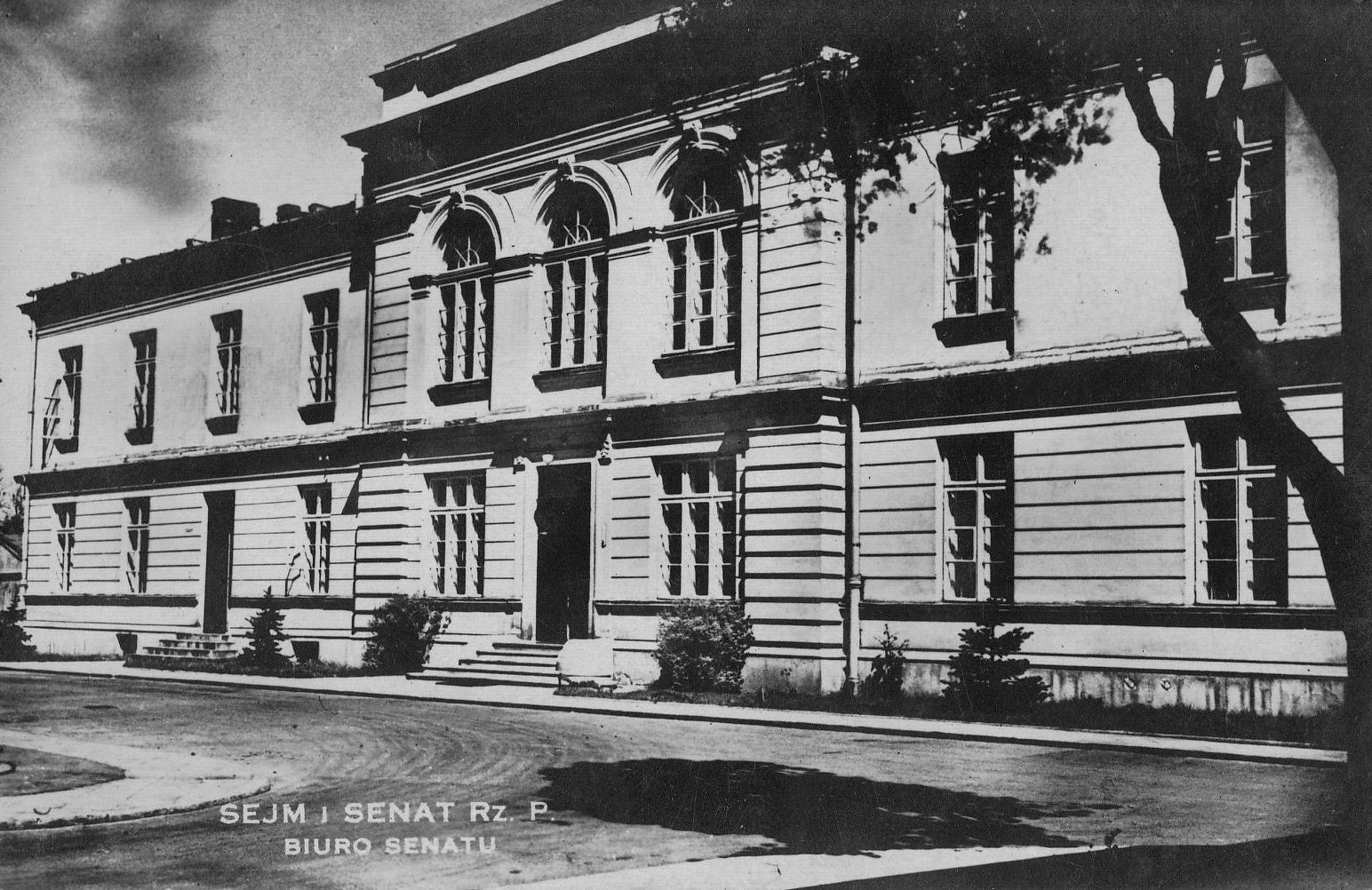
Siedziba Kancelarii (Biura) Senatu w okresie międzywojennym, obecnie budynek „G” w kompleksie budynków Sejmu

Kancelaria Senatu – urząd wykonujący zadania organizacyjno-techniczne związane z działalnością Senatu i jego organów (Marszałka Senatu, Prezydium Senatu, Konwentu Seniorów i komisji Senatu) oraz zajmujący się udzielaniem pomocy senatorom w wykonywaniu mandatu senatorskiego.
Kancelaria Senatu została powołana na mocy uchwały Prezydium Senatu z dnia 1 września 1989. Jej siedziba mieści się w Warszawie przy ulicy Wiejskiej 6 w kompleksie budynków Sejmu.

## Zadania
Zakres działania Kancelarii Senatu obejmuje w szczególności przygotowywanie i przedstawianie wniosków, opinii oraz uwag w sprawach należących do kompetencji Senatu, dbanie o przestrzeganie terminów oraz porządku obrad, przygotowywanie i udostępnianie materiałów dla senatorów, koordynowanie prac ekspertów izby, udzielanie obywatelom informacji o działalności, zapewnienie organizacyjnych i technicznych warunków działania izby, jak również kwestie związane z budżetem Kancelarii Senatu.

## Struktura
Organizację Kancelarii Senatu ustala statut nadawany na wniosek Szefa Kancelarii Senatu przez Marszałka Senatu po zasięgnięciu opinii Prezydium Senatu oraz Komisji Regulaminowej, Etyki i Spraw Senatorskich. W tym samym trybie Marszałek Senatu powołuje i odwołuje Szefa Kancelarii Senatu, który kieruje Kancelarią Senatu i jest zwierzchnikiem służbowym wszystkich jej pracowników.
Kancelaria Senatu obejmuje następujące statutowe jednostki organizacyjne:
- Gabinet Marszałka Senatu;
- Biuro Prac Senackich;
- Biuro Legislacyjne;
- Biuro Spraw Międzynarodowych i Unii Europejskiej;
- Biuro Polonijne;
- Biuro Komunikacji Społecznej;
- Biuro Analiz i Dokumentacji;
- Biuro Spraw Senatorskich;
- Biuro Prawne i Spraw Pracowniczych;
- Biuro Finansowe;
- Biuro Informatyki;
- Biuro Administracyjne[7].

### Szefowie Kancelarii Senatu
- Wojciech Sawicki (1990–1996)
- Jan Kołtun (1996–1997, p.o.)[8]
- Bogdan Skwarka (1997–2001)
- Adam Witalec (2001–2006)
- Ewa Polkowska (2006–2016)
- Jakub Kowalski (2016–2019)[9]
- Piotr Świątecki (2019–2020)[10]
- Adam Niemczewski (2020–2024)[11]
- Ewa Polkowska (od 2024)[12]

### Kierownictwo
- Ewa Polkowska – szef Kancelarii Senatu od 6 marca 2024
- Magda Zdyra – zastępca szefa Kancelarii Senatu od 16 kwietnia 2025[13]

## Budżet, zatrudnienie i wynagrodzenia
Wydatki i dochody Kancelarii Senatu są realizowane w części 03 budżetu państwa. Z budżetu Kancelarii Senatu wypłacane są m.in. świadczenia przysługujące senatorom w okresie sprawowania mandatu, finansowane ich służbowe podróże krajowe i zagraniczne, a także przekazywane środki na prowadzenie biur senatorskich.
W 2020 wydatki Kancelarii Senatu wyniosły 100,2 mln zł, dochody 1,5 mln zł. Przeciętne zatrudnienie w Kancelarii w przeliczeniu na pełne etaty wyniosło (z 89 senatorami) 412 osób, a średnie miesięczne wynagrodzenie brutto 10 345 zł.
W ustawie budżetowej na 2021 wydatki Kancelarii Senatu zaplanowano w wysokości 113 mln zł, a dochody 0,2 mln zł.